# Sant Antoni de Sant Jaume dels Domenys
Sant Antoni de Sant Jaume dels Domenys és una església de Sant Jaume dels Domenys (Baix Penedès) protegida com a Bé Cultural d'Interès Local.

## Descripció
Situada al costat de Cal Palau, la façana dona a una petita era.
L'edifici presenta una porta d'arc rebaixat, una rosassa i un remat d'espadanya de ferro que conté la campana.
L'interior és d'una sola nau de dimensions reduïdes i sense absis. La coberta és una volta d'arc rebaixat. Als peus de l'església hi ha el cor.

## Història
Construïda el 1813 per la família Palau, és de propietat particular, però el poble l'utilitza per celebrar la Santa Missa dos diumenges al mes.